# Centro Olímpico Juan Pablo Duarte
Centro Olímpico Juan Pablo Duarte – wielofunkcyjny kompleks sportowy znajdujący się w Santo Domingo, stolicy Dominikany. Używany do rozgrywania wielu dyscyplin sportowych. W skład wielkiego kompleksu sportowego wchodzi Stadion Narodowy Estadio Olímpico Félix Sánchez, Pałac Sportu, Basen Olimpijski, welodrom, stadion piłkarski - Estadio Alterno del Centro Olímpico Juan Pablo Duarte, hala do gry w siatkówkę, hala z siłownią, stadiony softballowe, stadiony baseballowe, otwarte korty tenisowe, otwarte boiska do siatkówki, otwarte boiska do koszykówki, boisko do siatkówki plażowej, hale boksu, walk, judo, szermierki, szachowa, squash, podnoszenia ciężarów, centrum fitness, boisko futsalowe, mini stadiony i place zabaw.